# ایما شاه
ایما شاه (انگلیسی: Ema Shah؛ زادهٔ ۷ ژوئن ۱۹۸۱) خواننده، آهنگساز، نوازنده گیتار و پیانو، رقصنده، بازیگر و کارگردان زن اهل کویت است.
ایما که از پدری کویتی ایرانی‌تبار و مادر ایرانی به دنیا آمده است در مراسم جوایز فیلم زمستانی ۲۰۱۴ در شهر نیویورک، او جایزه بهترین موزیک ویدیو را از آن خود کرد، در جشنواره سینمایی شمال هالیوود ۲۰۱۶ جایزه بهترین فیلم کوتاه بین‌المللی را از آن خود کرد، در مسابقه بهترین فیلم‌های کوتاه ۲۰۱۳ در کالیفرنیا پنج جایزه دریافت کرد، در مسابقه بک این د باکس ۲۰۱۳ فینالیست بهترین فیلم کوتاه شد و در مسابقه بهترین فیلم‌های کوتاه شش نامزدی و در جشنواره فیلم سنت آلبانز ۲۰۱۴ در بریتانیا برای موزیک ویدیوی خود "Masheenee Alcketiara" نامزد دریافت جایزه شد. در سال ۲۰۱۲، او برای نخست‌وزیر کویت، شاهزاده ناصر محمد احمد الصباح، آهنگی قدیمی از کویت که توسط عبدالحلیم حافظ خوانده شده بود، خواند.

## زندگی
شاه در رشته‌های اپرا، عکاسی و سینما تحصیل کرده است. او به واسطه فعالیت‌هایش، دیدگاه‌های رادیکال، دیدگاه‌های بشردوستانه و اغلب بحث‌برانگیز و همچنین رفتارهای عجیب و غریبش، توجه‌ها را به خود جلب کرده است. او علاوه بر عضویت در هیئت مؤسس و رئیس گروه مردم‌شناسی، عضو تیم نیروی طلوع خورشید برای عروس‌ها در کویت، باشگاه سینمای کویت، لیگ ملی جوانان دموکراتیک، انجمن دموکراتیک کویت، تئاتر اجتماعی دبی، انجمن حقوق بشر کویت و باشگاه زنان تاجر و حرفه‌ای در کویت است.

## تئاتر
او اولین حضورش را روی صحنه در نمایش «سکوت» اثر هارولد پینتر تجربه کرد و پس از آن در نمایش‌های «کرگدن» اثر اوژن یونسکو (۲۰۰۴)، «پیرزن و شاعر» اثر یوکیومیسمیا، «مناظره شب و روز» اثر محمد افندی الغزیری، «مونودراما بانتومیم» دلقک (در جشنواره مردم مدیترانه-ایتالیا) و «شهاب» اثر دورینمات به روی صحنه رفت.
در سال ۲۰۰۶، ایما گروه خود «انسان‌شناسی» را تأسیس کرد و بازیگرانی از ملیت‌های مختلف را گرد هم آورد و اجراها، نمایش‌ها و آهنگ‌هایی به زبان‌های مختلف از جمله عربی، انگلیسی، فرانسوی، ژاپنی و اسپانیایی اجرا کرد. او به عنوان خواننده، پیانیست، آهنگساز و بازیگر در رویدادهای مختلف محلی و بین‌المللی اجرا داشته است.

## فیلم‌شناسی
- MOOZ (Banana)- بازیگر (۲۰۰۹)
- Swing - بازیگر (۲۰۱۱)
- I wish we were Dancers - بازیگر اصلی (۲۰۱۱)
- Choose to See - بازیگر "موزیک ویدئو"(۲۰۱۲)
- Hey Mister - کارگردان "موزیک ویدئو"(۲۰۱۲)
- Masheenee Alcketiara - تهیه‌کنننده، کارگردان "موزیک ویدئو"(۲۰۱۳)
- Aleqini - تهیه‌کنننده، کارگردان "موزیک ویدئو" (۲۰۱۴)
- Who Killed $arah "فیلم کوتاه" (۲۰۱۴)
- Nashi and Mira - بازیگر اصلی "Future Film" (۲۰۱۵)
- Bell - تهیه‌کنننده، کارگردان "موزیک ویدئو" (۲۰۱۸)
- The Visitor - بازیگر اصلی "فیلم کوتاه" (۲۰۱۹)

## ترانه‌شناسی
- The Poem And the old woman, ۲۰۰۸.
- SYNC INFINITI, ۲۰۱۰.
- Emagination, ۲۰۱۸.
- In Love, ۲۰۱۹.